# Angel Eyes (serie televisiva)
Angel Eyes (엔젤 아이즈?, Enjel A-ijeuLR, lett. Occhi d'angelo) è una serie televisiva sudcoreana trasmessa su SBS dal 5 aprile al 15 giugno 2014.

## Trama
Yoon Soo-wan e Park Dong-joo erano il primo amore l'uno dell'altra, ma sono stati costretti a separarsi a causa di circostanze familiari dolorose. Soo-wan, che era cieca, alla fine subisce un intervento chirurgico di trapianto dell'occhio che le restituisce la vista. Dodici anni dopo, Soo-wan lavora in ambulanza, mentre Dong-joo è un chirurgo. Si sono incontrati di nuovo, ma la donna è fidanzata con un neurochirurgo, Kang Ji-woon. Sapendo questo, Dong-joo ha deciso di tacere e non rivelarle la sua identità.

## Personaggi
- Park Dong-joo/Dylan Park, interpretato da Lee Sang-yoon e Kang Ha-neul (da giovane)
- Yoon Soo-wan, interpretata da Ku Hye-sun e Nam Ji-hyun (da giovane)
- Kang Ji-woon, interpretato da Kim Ji-seok
- Yoon Jae-beom, interpretato da Jung Jin-young
- Ki Woon-chan, interpretato da Gong Hyung-jin
- Teddy Seo, interpretato da Seungri
- Cha Min-soo, interpretata da Hyun Jyun-ni e Shin Hye-sun (da giovane)
- Oh Young-ji, interpretata da Jung Ae-ri
- Moon Je-ha, interpretato da Kim Ho-chang
- Kim Ho-jin, interpretato da Seo Dong-won
- Kim Yoon-jung, interpretata da Park Jin-joo
- Sung Hyun-ho, interpretato da Lee Seung-hyung
- Joo Tae-sub, interpretato da Kim Seung-wook
- Park Chang-hyun, interpretato da Sung Chang-hoon
- Kim Jin-soo, interpretato da Lee Ha-yool

## Ascolti
| Episodio | Data di trasmissione | Dati TNMS           | Dati TNMS                  | Dati AGB            | Dati AGB                   |
| Episodio | Data di trasmissione | A livello nazionale | Area metropolitana di Seul | A livello nazionale | Area metropolitana di Seul |
| -------- | -------------------- | ------------------- | -------------------------- | ------------------- | -------------------------- |
| 1        | 5 aprile 2014        | 7,3%                | 8,4%                       | 6,3%                | 6,9%                       |
| 2        | 6 aprile 2014        | 7,5%                | 8,3%                       | 6,6%                | 7,6%                       |
| 3        | 12 aprile 2014       | 8,9%                | 10,2%                      | 8,8%                | 9,7%                       |
| 4        | 13 aprile 2014       | 7,9%                | 9,7%                       | 8,0%                | 8,3%                       |
| 5        | 26 aprile 2014       | 10,2%               | 12,4%                      | 10,8%               | 12,1%                      |
| 6        | 27 aprile 2014       | 11,1%               | 13,5%                      | 11,9%               | 13,4%                      |
| 7        | 3 maggio 2014        | 10,2%               | 11,8%                      | 10,4%               | 12,1%                      |
| 8        | 4 maggio 2014        | 10,4%               | 12,3%                      | 10,3%               | 11,6%                      |
| 9        | 10 maggio 2014       | 10,9%               | 12,1%                      | 9,9%                | 11,1%                      |
| 10       | 11 maggio 2014       | 11,1%               | 14,0%                      | 10,4%               | 12,0%                      |
| 11       | 17 maggio 2014       | 10,4%               | 12,1%                      | 8,7%                | 9,3%                       |
| 12       | 18 maggio 2014       | 9,8%                | 11,4%                      | 9,6%                | 10,7%                      |
| 13       | 24 maggio 2014       | 9,1%                | 10,6%                      | 9,1%                | 10,0%                      |
| 14       | 25 maggio 2014       | 8,6%                | 10,1%                      | 9,2%                | 10,7%                      |
| 15       | 31 maggio 2014       | 8,7%                | 10,7%                      | 9,2%                | 10,5%                      |
| 16       | 1º giugno 2014       | 7,6%                | 8,2%                       | 8,1%                | 9,6%                       |
| 17       | 7 giugno 2014        | 8,7%                | 10,0%                      | 8,0%                | 8,4%                       |
| 18       | 8 giugno 2014        | 8,7%                | 9,8%                       | 8,7%                | 9,8%                       |
| 19       | 14 giugno 2014       | 8,9%                | 11,0%                      | 8,6%                | 10,0%                      |
| 20       | 15 giugno 2014       | 9,1%                | 10,7%                      | 8,9%                | 10,5%                      |
| Media    | Media                | 9,3%                | 10,9%                      | 9,1%                | 10,2%                      |

## Colonna sonora
1. Run to You – Lasse Lindh
2. Tears Fall – Kim Tae-hyun di DickPunks
3. Love Too Much – Yoon Gun
4. Run to You (Acoustic Version) – Lasse Lindh
5. Three Things I Have Left – Baek A-yeon
6. Angel Eyes (Opening Title) – Han Soo-ji
7. Beautiful Sad – Han Soo-ji
8. Blue Bird – Jo Jung-hee

## Riconoscimenti
| Anno | Premio                       | Categoria                                           | Ricevente                  | Risultato       |
| ---- | ---------------------------- | --------------------------------------------------- | -------------------------- | --------------- |
| 2014 | SBS Drama Awards             | Premio all'eccellenza, attrice in un drama speciale | Ku Hye-sun                 | Candidato/a     |
| 2014 | SBS Drama Awards             | Premio all'eccellenza, attore in un drama speciale  | Lee Sang-yoon              | Candidato/a     |
| 2014 | SBS Drama Awards             | Premio speciale, attore in un drama speciale        | Kim Ji-seok                | Candidato/a     |
| 2014 | SBS Drama Awards             | Premio nuova stella                                 | Kang Ha-neul               | Vincitore/trice |
| 2014 | SBS Drama Awards             | Miglior coppia                                      | Lee Sang-yoon e Ku Hye-sun | Candidato/a     |
| 2014 | Asian Drama Pilipinas Awards | Miglior attrice dell'anno                           | Ku Hye-sun                 | Vincitore/trice |
| 2014 | Asian Drama Pilipinas Awards | Miglior attore dell'anno                            | Lee Sang-yoon              | Candidato/a     |
| 2014 | Asian Drama Pilipinas Awards | Miglior coppia dell'anno                            | Lee Sang-yoon e Ku Hye-sun | Candidato/a     |
| 2014 | Asian Drama Pilipinas Awards | Canzone dell'anno                                   | Run to You – Lasse Lindh   | Vincitore/trice |
| 2014 | Asian Drama Pilipinas Awards | Drama dell'anno                                     | Angel Eyes                 | Candidato/a     |
| 2015 | Asian Drama Pilipinas Awards | Miglior attrice dell'anno                           | Ku Hye-sun                 | Vincitore/trice |
| 2015 | Asian Drama Pilipinas Awards | Miglior attore dell'anno                            | Lee Sang-yoon              | Candidato/a     |
| 2015 | Asian Drama Pilipinas Awards | Miglior coppia dell'anno                            | Lee Sang-yoon e Ku Hye-sun | Candidato/a     |
| 2015 | Asian Drama Pilipinas Awards | Canzone dell'anno                                   | Run to You – Lasse Lindh   | Candidato/a     |
| 2015 | Asian Drama Pilipinas Awards | Drama dell'anno                                     | Angel Eyes                 | Candidato/a     |

## Distribuzioni internazionali
| Paese       | Canale/i                | Prima TV                         | Titolo adottato                        |
| ----------- | ----------------------- | -------------------------------- | -------------------------------------- |
| Hong Kong   | now 101                 | 14 ottobre-24 novembre 2014      | 天使之瞳 (Occhi d'angelo)              |
| Hong Kong   | ViuTV                   | 11 agosto-21 settembre 2016      | 天使之瞳 (Occhi d'angelo)              |
| Taiwan      | Videoland Drama         | 21 novembre 2014-1º gennaio 2015 | 天使之瞳 (Occhi d'angelo)              |
| Stati Uniti | Sky Link TV             | 23 marzo-3 maggio 2016           | 天使之瞳 (Occhi d'angelo)              |
| Stati Uniti | Pasiones                | 2016                             | Mirada de ángel (Occhi d'angelo)       |
| Canada      | All TV                  |                                  | Angel Eyes (Occhi d'angelo)            |
| Singapore   | ONE TV Asia             | 2014                             | Angel Eyes (Occhi d'angelo)            |
| Filippine   | ABS-CBN                 | 29 settembre-5 dicembre 2014     | Angel Eyes (Occhi d'angelo)            |
| Israele     | Viva Platina            |                                  | עיני מלאך (Occhi d'angelo)             |
| Giappone    | KNTV                    | settembre-dicembre 2015          | エンジェル・アイズ (Occhi dell'angelo) |
| Panama      | TVN                     | settembre 2015-concluso          | Mirada de ángel (Occhi dell'angelo)    |
| Perù        | Panamericana Televisión | 28 dicembre 2015-concluso        | Mirada de ángel (Occhi dell'angelo)    |
| Costa Rica  | Teletica                | 4 gennaio 2016-concluso          | Mirada de ángel (Occhi dell'angelo)    |
| Argentina   | Telefe                  | 14 giugno 2016-concluso          | Mirada de ángel (Occhi dell'angelo)    |
| Porto Rico  | WAPA-TV                 | 30 agosto 2016-concluso          | Mirada de ángel (Occhi dell'angelo)    |
| Ecuador     | Ecuavisa                |                                  | Mirada de ángel (Occhi dell'angelo)    |